# Joaquín de Zollern
Joaquín de Hohenzollern (21 de junio de 1554 en Sigmaringen - 7 de julio de 1587 en Cölln, Berlín) fue un Conde titular de Hohenzollern.

## Biografía
Joaquín era el 4º hijo varón superviviente del Conde Carlos I de Hohenzollern (1516-1576) de su matrimonio con Ana (1512-1579), la hija del Margrave Ernesto de Baden-Durlach.
Como el hijo menor, estaba destinado para una carrera en el clero, típicamente como canónigo. Para evitar esto, Joaquín se convirtió a la fe luterana. Fue el único miembro de la rama suaba de la Casa de Hohenzollern en hacer esto. Rompió con sus parientes católicos y se trasladó a la corte protestante del Elector de Brandeburgo Juan Jorge en Berlín.
Joaquín murió el 7 de julio de 1587 y fue enterrado en la Catedral de Berlín.

## Matrimonio e hijos
El 6 de julio de 1578 en Lohra, contrajo matrimonio con Ana (m. 1620), la hija del Conde Volkmar Wolf de Hohnstein. Tuvieron un hijo:
- Juan Jorge (1580-1622), Conde de Hohenzollern, Señor de Königsberg-Kynau, desposó:
  1. en 1606 a la Baronesa Leonor de Promnitz (1576-1611)
  2. en 1613 a la Baronesa Catalina Berka de Duba y Leipa (m. 1633)